# Distretto di Mitooma
Il distretto di Mitooma è un distretto dell'Uganda, situato nella Regione occidentale.